# Rob Kardashian
Pour les articles homonymes, voir Kardashian.
Robert Arthur « Rob » Kardashian, né le 17 mars 1987 à Los Angeles, est un acteur de télévision et homme d'affaires américain. Il participe avec sa famille à l'émission de télé-réalité L'Incroyable Famille Kardashian, diffusée sur la chaîne de télévision E!. Il est le benjamin de ses sœurs Kim Kardashian, Kourtney Kardashian et Khloé Kardashian, ainsi que le demi-frère de Kylie Jenner et Kendall Jenner.

## Biographie

### Jeunesse
Rob Kardashian est le fils de Robert Kardashian (d'origine arménienne) et de Kris Jenner (d'origine néerlandaise et écossaise).
Surnommé « Rob », il est le benjamin de ses sœurs Kim Kardashian, Kourtney Kardashian et Khloé Kardashian, ainsi que le demi-frère de Kylie Jenner et Kendall Jenner.
Avant sa prise de poids, il participait avec sa famille à l'émission de télé-réalité L'Incroyable Famille Kardashian, diffusée sur la chaîne de télévision E!.

### Carrière
Lors la 2e saison de Keeping up with the Kardashians, Robert commence une carrière de mannequin de courte durée. En 2012, il lance sa marque de chaussettes, Arthur Georges, dont le nom est un mélange de son deuxième prénom Arthur et du deuxième prénom de son père Georges.
Il apparaît en 2012 dans la saison 2 de Khloé and Lamar.
En 2011, il participe à la 13e saison de Dancing with the Stars et arrive à la seconde place. Sa sœur Kim avait participé à la saison 7 en 2008.

### Vie privée

#### Relations
Durant l'été 2007, il fréquente la playmate, Kara Monaco.
En août de la même année, il vit sa première relation sérieuse avec l'actrice et chanteuse, Adrienne Bailon, mais ils se séparent au printemps 2009 due aux infidélités de Rob Kardashian.
En fin d'année 2009, il a une brève liaison avec l'actrice pornographique, Lisa Ann alors âgée de 37 ans et lui 22 ans. 
L'année suivante, il flirte brièvement avec l'actrice et meilleure amie de sa sœur Khloé, Malika Haqq.
En novembre 2011, il devient le petit-ami de la chanteuse britannique, Rita Ora, mais ce n'est qu'en octobre 2012 qu'ils officialisent leur relation. Ils se séparent en décembre de la même année et Rob ira jusqu'à ruiner l'image de son ex-petite amie en l'accusant de l'avoir trompé « au moins 20 fois ».
En janvier 2016, il entame une relation avec la mannequin et ancienne strip-teaseuse, Blac Chyna avec qui il se fiance trois mois plus tard. Sept mois plus tard, le 10 novembre, Blac Chyna donne naissance à leur fille, prénommée Dream Renée Kardashian. Le couple se sépare un mois plus tard, mi-décembre. Le 5 juillet 2017, Rob Kardashian a publié une série de publications sur Instagram accusant Chyna d'infidélité et a publié des photos explicites d'elle. Il a ensuite été banni d'Instagram pour avoir publié du Revenge porn, mais un compte officiel géré par Jenner Communications est actif.
En 2018, il fréquente le mannequin Alexis Skyy. 
En 2019, il fréquente Summer Bunni.

#### Santé
En décembre 2015, il a été rapporté que Kardashian avait été hospitalisé après être tombé malade et avoir reçu un diagnostic de diabète. Le 28 décembre 2016, Kardashian a de nouveau été hospitalisé pour diabète, mais il a quitté l'hôpital le lendemain.